# Rickettsia felis
Rickettsia felis es una bacteria intracelular que pertenece al orden Rickettsiales y puede causar enfermedad en humanos. El agente transmisor y principal reservorio de la enfermedad es la pulga Ctenocephalides felis que parasita tanto a perros como a gatos. El humano puede adquirir la enfermedad si es picado por una pulga infectada.

## Enfermedad en humanos
Los síntomas principales consisten en fiebre, sensación de cansancio, dolor de cabeza, dolor abdominal, vómitos y exantema en la piel, excepcionalmente se ha descrito meningitis. No suelen presentarse complicaciones y la enfermedad sigue en general un curso leve. No se ha registrado ningún caso mortal.

## Enfermedad en perros
La infección en perros provoca síntomas generales, diarrea y vómitos, sin fiebre.

## Infección en el gato
En el gato, la infección parece no provocar ningún síntoma.

## Medidas de prevención
La principal medida de prevención para las personas, es evitar el contacto con perros y gatos portadores de pulgas. Las mascotas deben tratarse inmediatamente si tienen síntomas de infección por estos parásitos.